# Окоронкво, Айзек
А́йзек (Исаак) Окоро́нкво (англ. Isaac Okoronkwo; 1 мая 1978, Нбене) — нигерийский футболист, защитник. Как правило, играл в центре обороны, хотя мог действовать и слева, и справа, и на позиции опорного хавбека.

## Биография
Начинал карьеру на родине. На юношеском уровне играл за «Лагос» и «Юлиус Бергер», а на взрослом — за такие клубы, как «Эньимба», «Ивуаньянву Нэшнл», «Юлиус Бергер», играл также в Катаре за «Эр-Райян» (по выступлениям в котором точных данных нет).
Затем провёл полтора сезона в тираспольском «Шерифе» и три сезона в донецком «Шахтёре», в составе последнего стал чемпионом Украины и по два раза серебряным призёром первенства и обладателем кубка страны, играл в еврокубках, на поле выходил регулярно, хотя безоговорочным игроком основного состава не был.
Летом 2003 года перешёл в английский «Вулверхэмптон Уондерерс», вышедший перед тем в Премьер-лигу; его пребывание там было неудачным, он провёл всего 7 игр в лиге, а его команда вылетела обратно, и он ушёл оттуда.
Пробыв некоторое время без клуба, он подписал контракт с «Аланией», где провёл сезон 2005 года, по результатам которого команда покинула высший дивизион. В декабре 2005 года перешёл в клуб «Москва», где провёл четыре года, покинул клуб в декабре 2009 года. В марте 2010 года подписал однолетний контракт с «Ростовом». После успешного сезона в составе нового клуба продлил контракт ещё на два с половиной года.

### Выступления за национальные сборные
Выступал за молодёжную и олимпийскую сборную Нигерии, участник Олимпиады-2000. В 2001—2007 гг. выступал за сборную Нигерии, провёл 25 матчей, забил 1 гол. Участник ЧМ-2002, на котором провёл все три сыгранных его командой матча, и двух кубков Африки, на обоих его сборная выигрывала бронзовые медали.

## Достижения
Шериф
- Серебряный призёр чемпионата Молдавии: 1999/00

Шахтёр (Донецк)
- Чемпион Украины: 2001/02
- Обладатель Кубка Украины: 2000/01, 2001/02

Москва
- Финалист Кубка России: 2006/07

Сборная Нигерии
- Бронзовый призёр кубка африканских наций: 2002, 2004